# Doolhofschijfje
Doolhofschijfje (Acarospora privigna) is een korstmossoort uit de familie Acarosporaceae.

## Determinatie
Doolhofschijfje is een korstvormig korstmos. Het thallus is donkerbruin en bestaat uit gladde, hoekige areolen met een donkerbruine kleur. Vaak is het thallus echter niet goed zichtbaar en sterk verzonken in het substraat.

## Ecologie
Doolhofschijfje is een epiliet die voorkomt op zowel losliggend als solide steen met een lage pH. Typische standplaatsen zijn stenen delen op dijken, hunebedden, zwerfstenen en kleine kiezels langs heidepaadjes.

## Verspreiding
In Nederland is doolhofschijfje vrij algemeen.